# Associação Ibérica de Zoológicos e Aquários
A Associação de Zoológicos e Aquários (AIZA) é uma entidade sem fins lucrativos, que reúne os principais zoológicos e aquários de Espanha e Portugal.
A adesão à AISA está aberta a todos os zoos e aquários de ambos os países que, para além de cumprirem com os regulamentos do seu país, voluntariamente se comprometem a cumprir com as normas próprias da Associação, nomeadamente obrigações relativas ao manuseamento de animais, ética profissional, conservação e educação.
Os membros são regidos pelos objetivos de conservação, educação, bem-estar animal, entre outros, e seguem as recomendações da Associação Europeia de Zoológicos e Aquários (EAZA) e da Associação Mundial de Zoológicos e Aquários (WAZA), às quais a AIZA pertence.

## História
A Associação Espanhola de Zoológicos e Aquários (AEZA) foi constituída em 5 de maio de 1988, em Santillana del Mar, por catorze membros fundados: Parc Zoológic de Barcelona, Rio Safari Elche, Auto Safari, Safari Madrid, Patronato Valenciano de Ciencias Naturales - Zoo de Valencia, Zoo de Córdoba, Zoo de Jerez, Zoo de Santillana del Mar, Parque Safari Costablanca, Loro Parque, Marineland, Zoo de Guadalajara e Zoo de Calahorra. Desde então, foi crescendo de forma gradual e a partir de 1998 o número de associados alcançou os quarenta. No ano 2000, com a entrada dos zoológicos e aquários portugueses, mudou a sua designação para Associação Ibérica de Zoológicos e Aquários (AIZA), a atual denominação.

## Membros
- Portugal[2]
  - Badoca Safari Park
  - Parque Biológico de Gaia
  - Reserva Animal Monte Selvagem
  - Parque Ornitológico de Lourosa
  - Zoo de Lagos
  - Zoomarine

- Espanha[2]
  - Acuario de Zaragoza
  - Aquarium de San Sebastián
  - Aquarium Finisterrae
  - Aquópolis Costa Daurada
  - Bioparc Fuengirola
  - Bioparc Valencia
  - Cosmocaixa Barcelona, Museu de la Ciència
  - Faunia
  - L'aquàrium de Barcelona
  - L'Oceanogràfic
  - Loro Parque
  - Marcelle Natureza
  - Marineland Mallorca
  - Mundomar
  - Museo Marítimo del Cantábrico
  - Oasis Park Fuerteventura
  - Palmitos Park
  - Parc Zoològic de Barcelona
  - Parque de la Naturaleza de Cabárceno
  - Parque Zoológico de Córdoba
  - Parque Zoológico de Guadalajara
  - Refugio Fauna Basondo
  - Reserva Natural Castillo de las Guardas
  - Reserva Zoológica Desierto de Tabernas
  - Selwo Aventura
  - Selwo Marina
  - Senda Viva - Parque de la Naturaleza de Navarra
  - Terra Natura Benidorm
  - Terra Natura Murcia
  - Zoo Aquarium de Madrid
  - Zoo de Santillana
  - Zoobotánico Jerez